# Караса (приток Тулоя)
Караса — река в России, протекает по Турочакскому району Республики Алтай. Устье реки находится в 10 км по правому берегу реки Тулой. Длина реки составляет 10 км.

## Данные водного реестра
По данным государственного водного реестра России относится к Верхнеобскому бассейновому округу, водохозяйственный участок реки — Бия, речной подбассейн реки — Бия и Катунь. Речной бассейн реки — (Верхняя) Обь до впадения Иртыша.